# مرآة السوائل الممغنطة

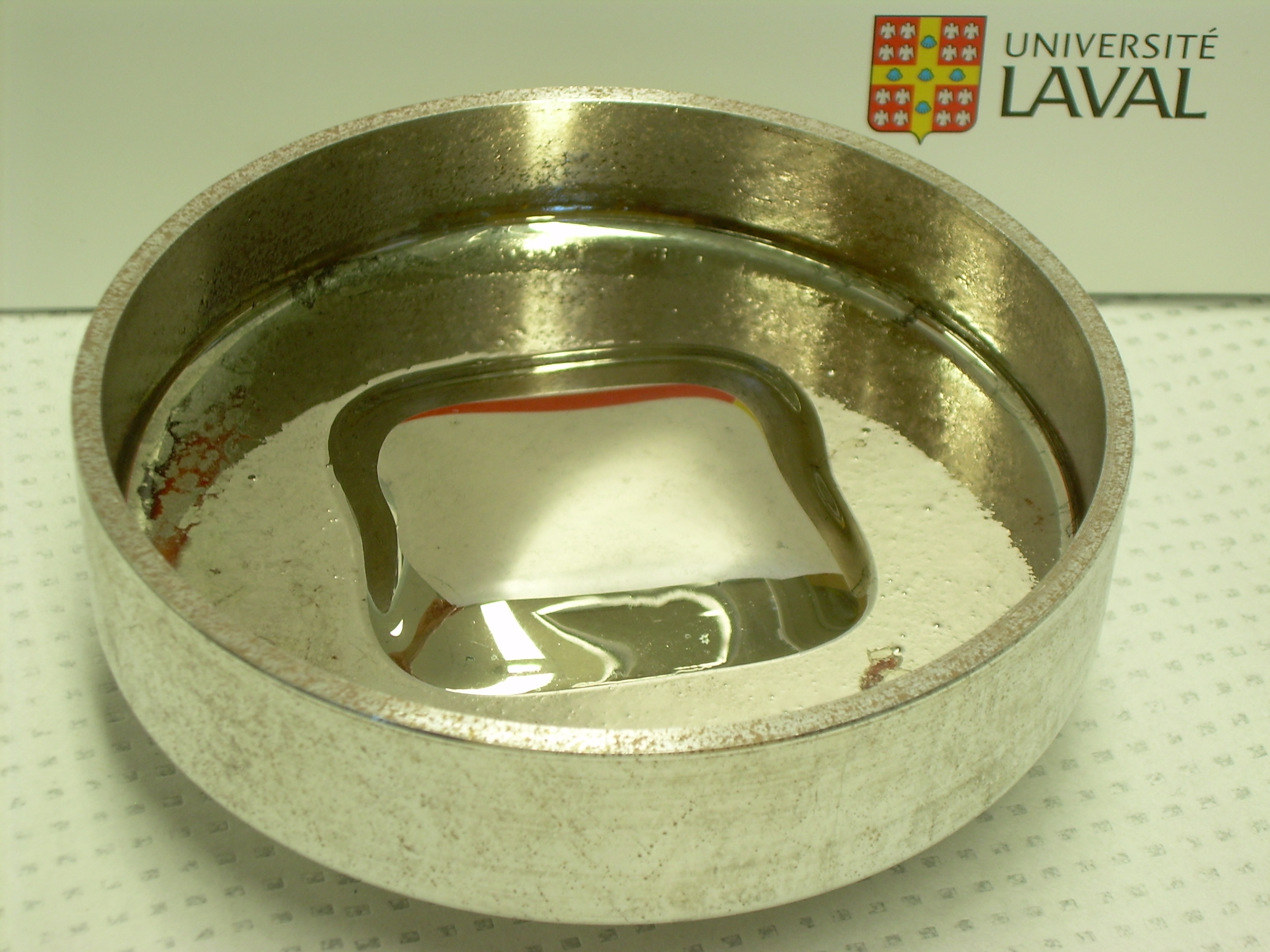

مرآة السوائل الممغنطة (بالأنكليزية:Ferrofluid mirror) تستخدم مرايا السوائل الممغنطة عادة في البصريات التكيفية كمرآة تشوه. وهي مصنوعة من سوائل ممغنطة يستخدم الكهربائي لتغيير شكلها.

## تطبيقات في علم الفلك
مرايا السوائل الممغنطة يمكن أن تستخدم في التلسكوبات. التلسكوبات يجب أن توصل بشكل مباشرة، لخطورة المادة يجب أن تتوزع بشكل متساو على جميع أجزاء سطح المرآة، بالرغم من أن المغناطيس يثبت في مكانه.
مؤخراً استطاع الباحثون في جامعة لافال في كيبيك في كندا وهم جان فيليب ديري، ارمانو بورا، و آنا ريكيتي من تركيب مادة جديدة تعمل على السوائل الممغنطة باستخدام جلايكول الإثيلين - وهو نفس المضادات المستخدمة في السيارات العادية مخلوطا مع ميغاميت، وأكسيد الحديد. قبل تجمده هذا المركب، ويعتبر الزئبق في السوائل الممغنطة هو المركب المفضل، جلايكول الإثيلين، وعندما رش بعض جزيئات الفضة الصغيرة، فإنها تصبح أكثر سلاسة من الزئبق، مما يجعلها مرآة أفضل وذات جودة أكبر.